# EVNTelecom
EVNTelecom（英語：EVNTelecom），是一間位於越南的電信業者。提供越南國內之行動電話網路3G頻率。